# Ambrières-les-Vallées
Ambrières-les-Vallées é uma comuna francesa na região administrativa do País do Loire, no departamento de Mayenne. Estende-se por uma área de 38.78 km². Em 2010 a comuna tinha 2 759 habitantes (densidade: 71,1 hab./km²).